# جعفر أباد (زرين دشت)
جعفر أباد (بالفارسية: جعفرآباد) هي قرية تقع في إيران في قسم زرين دشت الريفي. يقدر عدد سكانها بـ 142 نسمة .